# Aretha now
Aretha Now es el duodécimo álbum editado por Aretha Franklin en junio de 1968 en la discográfica Atlantic. Contiene los hits Think y I Say A Little Prayer.

## Canciones
1. Think - 2:20
2. I Say A Little Prayer - 3:34
3. See Saw - 2:46
4. The Night Time Is The Right Time - 4:51
5. You Send Me - 2:30
6. You're A Sweet Sweet Man - 2:20
7. I Take What I Want - 2:34
8. Hello Sunshine - 3:05
9. A Change - 2:30
10. I Can't See Myself Leaving You - 3:02

## Listas de ventas
| Año  | Listas       | Máx. Posición |
| 1968 | Pop Albums   | #3            |
| 1968 | Black Albums | #1            |
| 1968 | Jazz Albums  | #9            |

- Datos: Q781781